# 梅普爾里奇鎮區 (密歇根州阿爾皮納縣)
梅普爾里奇鎮區（英語：Maple Ridge Township）是位於美國密歇根州阿爾皮納縣的一個行政鎮區。

## 地方資料
梅普爾里奇鎮區的面積為139.40平方千米，當中陸地面積為133.70平方千米，而水域面積為5.70平方千米。根據2020年美國人口普查的數據，當地共有人口1559人，而人口密度為每平方千米11.18人。